# 普赫瑙
普赫瑙是奥地利上奥地利州乌尔法尔城郊县的一个市镇。总面积8.18平方公里，总人口4535人，人口密度554.4人/平方公里（2005年）。